# ガクラン八年組
『ガクラン八年組』（ガクランはちねんぐみ）は、しもさか保の漫画作品。1981年より週刊少年マガジンにて連載開始。

## 概要
留年続きで高校八年生になる3人の主人公（番長集団）が、学園を狙う悪の学生集団や暴力組織と激しい戦いを繰り広げる。物語が進むにつれて敵役キャラクターが過剰に巨大かつ残虐になってゆき、刀剣は勿論爆薬や銃を喧嘩に使用することは日常茶飯事、終盤には身長が十数メートルに及ぶことや、大型トラックや船舶を抱え上げて振り回す、投げ飛ばすなどのシーンが有名だが、ギャグではなく真剣に描かれた熱血作品である。不良漫画ではあるが、登場人物の死が明確に描かれるシーンも多い。
1999年には、『硬派ガクラン八年組』というタイトルでワイド版単行本がリイド社より復刻出版（全5巻）された。
登場人物の中には幕末の人物から名が取られたキャラクターも多い。

## 用語

### 学校
私立地蔵堂学園（しりつじぞうどうがくえん）
横浜市内の私立高校であり、本作の主な舞台となる学校。市内進学率ナンバーワンを誇る名門校。部活動に力を入れており、サッカー部は強豪として知られている。
高野台高等学校（こうやだいこうとうがっこう）
特別読切第2話に登場する神奈川県内の高校。地蔵堂学園とは応援合戦におけるライバル校同士。
卍寺学院高校（まんじがくいんこうこう）
神奈川県の山間に居を構える仏教系の高校。大鉄曰く「やくざ坊主のあつまっとる高校」。
鎌倉観音崎高校（かまくらかんのんざきこうこう）
鎌倉市所在の高校。地蔵堂学園とは応援合戦におけるライバル校同士。
私立横須賀愛海学園（しりつよこすかがくえん）
横須賀市所在の学校。鮫島が在籍している。かつて生徒が不祥事を起こしたことにより、甲子園行きが取り止めにされたことがある。

### 土門系組織
関西学士連合（かんさいがくしれんごう）
土門一族率いる関西の暴力組織。土門の提唱する革命のために作り上げられた組織で、1万の兵力を有する。最後は光国自らの手で解体された。
大日本極道秋桜会（だいにほんごくどうこすもすかい）
国明主催の私塾。将来土門一族が日本を支配した時の私設軍隊の兵士たちを育てる軍事教練施設。制服は白ランと新撰組に酷似した羽織。授業では「ケンカ」「カツアゲ」「殺し」などの教科を教わる。
最後は光国の命を受けて解散する。
黒秋桜四天王（くろこすもすしてんのう）
光国の護衛のために国明が育て上げた4人の勇士。全員が常人の倍ほどの身長がある巨体の持ち主。

### その他の派閥
伊集院家（いじゅういんけ）
鹿児島出身の名家の一族。明治維新の際に薩摩藩出身の役人として活躍したが、その歴史は闇に葬られており、日本を手にすることを夢見ている。
男泣島（だんきゅうじま）
伊集院一族の保有する島。伊集院家に刃向ったものの更生施設が存在する。
鉄騎兵団（てっきへいだん）
伊集院家配下の暴走族。九州を根城にしている。
東北ササニシキ連盟（とうほくささにしきれんめい）
北海道・東北・北陸の荒くれ集団を束ねる一大農業組織。他の追随を許さない機動力を持つ。部隊員は全員、編み笠を被っている。
名古屋極悪一家（なごやごくあくいっか）
東海の覇権を有する暴力組織。
広島仁義同盟（ひろしまじんぎどうめい）
中国地方のやくざ者を束ねる組織。1万2千人の兵力を有する。
土佐連合会（とされんごうかい）
四国最大の不良グループ。兵力は1万8千人。

### 武器・道具
大根性養成ギプス（だいこんじょうようせいギプス）
秋桜会が開発した、筋力を大幅に抑制するギプス。これを付けてトレーニングすることにより根性を身に着けるとのこと。
剛刀「無双竜」（ごうとう むそうりゅう）
土門家に伝わる名刀。そのひと振りは兜も断つとされる。姫子を人質に取られた山崎が大鉄と闘った際に光国から与えられた。
大剛弓（だいごうきゅう）
阿修羅王が使用する巨大な弓。射出する矢は丸太を削った巨大なものであり、その速度は大気との摩擦で先端から煙が上がるほど。
一文字針四連砲（いちもんじばりよんれんほう）
百鬼魔王の義手に仕込まれた暗器。超合金製の針を高速で射出する武器で、百鬼魔王の親指を除く四指の先から発射される。

## 登場人物
新選組を始めとする歴史上の人物から姓名が取られている者も多い。

### 地蔵堂学園

#### 八年組
西条大鉄（さいじょう だいてつ）
「地蔵堂学園」留年8回生。後述の2人とともに「八年組」と呼ばれており、同校応援団長。小学校までは大阪在住だった事から、「お前」が「おどれ」になったり、台詞の語尾に「〜じゃい」が付いたりするなど、河内弁と思しき方言を話す。小学生レベルの漢字も読めないなど学力は低いが、どうやって進学校である地蔵堂に入学できたのかは不明。
戦闘時には相手が武器を使用していても基本的には素手で立ち向かい、勇敢にこれを倒していく。電柱をへし折ったり、コンテナを投げ飛ばしたりするほどの怪力の持ち主であり、打たれ強さも超人的。
関西学士連合、秋桜会との戦いの後に伊集院一族に拾われ同盟を組むように提案されるが、これを拒否したために男泣島の矯正院に投獄されてしまう。そこで又三郎の心意気を見届けてその遺志を継ぎ闇の帝王を撃破、鬼頭・長倉らと合流し一路大阪を目指す。熊本では鉄騎兵団を蹴散らし、大阪城では烈火竜との一騎討ちを退け、敬三を護るために天守閣に乗り込んだ。悪童三人衆、クジラを撃破するが加倉井の死に動揺して天守閣から降り、総攻撃を受けて捕らえられる。大阪城地下牢で処刑されそうになるが十字架から抜け出し、大阪城を支える大黒柱を破壊して大阪城を倒壊させた。
物語の後半には巨大化する敵キャラクターたちに対して建物を粉砕し人体を貫通するパンチを打つ、車を投げつける、鎖を握り潰して粉にする、舗装のコンクリートを引きはがして地盤をひっくり返すなど超人的な戦闘力を見せるようになるが、伊集院一族との最終決戦終了直後、猪狩玄播が自爆目的で持参した火のついた大量のダイナマイトの上に仲間を庇うべく伏せ、避難を促す忠告も意に介さずそのままダイナマイトは爆発。爆発後、彼のガクランだけが現場に残っていた。
山崎平九郎（やまざき へいくろう）
「八年組」の1人。剣術に優れている。また一流大学からも推薦の話が来るほどの秀才であるが、なぜか中間・期末テストは常に白紙提出を続けている。3人の中では最も色男であり、「硬派」を全面に押し出した同作品の中で、唯一複数の女性との経験を持っているが、普段はストイックな一面を見せている。
秋桜会との戦いの後に重傷を負って記憶を失い、京都の芸者・小春のもとで匿われていたが、伊集院一族に仕える影の軍団の襲撃を受ける。これを退けるも、二度目の戦いの際に軍団長・観柳斎を破り、彼の言い残した言葉通り大阪城へと向かった。大阪城では伊集院一族と激戦を繰り広げられるが、総攻撃の果てに八年組の仲間たちと共に地下牢に幽閉され、処刑されそうになる。しかし大阪城倒壊に際し脱出し、生還した。
横浜に帰還した後に小春と再会し、婚約する。伊集院一族との戦闘の末に烈火竜を撃破するも、同一族のリーダーである伊集院学の放ったボーガンで心臓を貫かれて死亡。八年組のために用意された地蔵堂学園の卒業式場では、「祝　八年組卒業式　山崎平九郎・柴門小春結婚式」の垂れ幕が上がっていた。
原田力（はらだ りき）
「八年組」の1人で、同校の番長。糸目であり、首にぶら下げている大きな数珠がトレードマーク。身長は175cm、体重80kg。
強敵にすぐやられる、いわゆる「噛ませ犬」的な描写が多く、3人の中では最も弱いと言われているが、それでも二の腕でビール瓶を挟んでへし折るほどのパワーを持ち、後に八年組に加勢するメンバーたちを陰で引っ張るなど、ムードメーカー的な存在。女好きだがストライクゾーンはかなり広く、お調子者。学力は大鉄と同レベル。口癖は「バータレ（ばかたれ）」。
秋桜会壊滅時に重傷を負うが卍に助け出され、京都の寺院で療養する。途中で影の軍団の襲撃を撃退し、平九郎の所へと向かうが、彼が記憶喪失になっていたことにショックを受けてしまう。卍と二人で途方に暮れていた所に鬼頭・永倉が手渡した光国の書状を見て大阪城会談の存在を知り、二人を鹿児島の大鉄の下に向かわせ、自分たちは大阪城に殴り込む事を決意。途中で学士連合の残党とも合流し、大阪城で光国の死を看取ってから伊集院一族に戦いを挑んだ。勿論敵うわけもなく、大阪城で伊集院家の圧倒的兵力により捕らえられ、卍と共に処刑台に立たされてしまうが、平九郎や大鉄たちに助け出される。
最終回には八年組唯一の生還者として子連れで登場し、街中で悪事を働く地蔵堂学園の番長を一撃でKOするシーンが描かれている。

#### 教師
村田地三郎（むらた じざぶろう）
地蔵堂学園理事長。地蔵堂学園のOB。かつて国明と血で血を洗う決闘を行った過去を持つ。齢70を超える老人だが、不良学生を千切っては投げるなどその腕は衰えていない。
秋桜会編では九蔵を庇ってどてらの権蔵の斬撃を受け、重傷を負う。
学園長
地蔵堂学園の学園長。禿げ上がった頭にダルマのような顔。八年組を忌々しく思っており、八年組と弱小野球部を潰すために愛海学園野球部に練習試合を申し込んだことがあった。

#### 一般生徒
高岡守（たかおか まもる）
地蔵堂学園野球部の主将。弱小と馬鹿にされていた野球部を唯一見捨てなかった大鉄を慕っている。
山根兵六（やまね へいろく）
地蔵堂学園一回生。小柄な体格の少年で、八年組に入りたがっている。
聖子（せいこ）
地蔵堂学園の女子生徒。女に手を出せないことをいいことに原田から番長の座を奪おうとしたが、卍寺学園に拉致されてしまう。卍が倒された後には原田を慕うようになる。

### 神奈川県民
藤原九蔵（ふじわら きゅうぞう）
横浜の賭場を仕切る隻腕の老人。地蔵堂学園のOBで、地三郎の同級生。横浜を学士連合から守るために荒くれ男たちを率いて地蔵堂に駆けつけた。左腕は県警本部長がまだ学生だった時代、彼の命を守るために失ったらしい。
伊集院一族本隊が山下公園に乗り込んだ際には一人でテロを仕掛けるも、逆に捕縛され、八年組の目の前で烈火竜に地面に叩きつけられて瀕死の重傷を負う。「最後までお前たちが横浜を守る姿を見たかった」と言い残し、息を引き取った。
県警本部長（けんけいほんぶちょう）
神奈川県警本部長。赤鼻の中年男性。かつて九蔵の仲間だった。土門の権力には勝てずに彼の無茶ぶりを飲んできたが、今でも横浜を愛する気持ちは変わらない。
卍法輪坊（まんじ ほうりんぼう）
卍寺学園の番長。坊主頭にヒゲ、サングラスの巨漢。六角棍と卍寺流拳法を武器に使う。弟に泣きつかれて聖子を人質を取り八年組に挑むが、カウンターパンチを受けてアッサリ敗北。
関西学士連合との戦いでは八年組に力を貸し、鮫島との同時攻撃で狂丸にダメージを与えた。以降は八年組に帰順し、秋桜会、伊集院一族らと闘う。
卍勉（まんじ つとむ）
卍の弟。兄の強さを袈裟に来て威張っている小物。聖子にちょっかいを出して原田に殴られたことに恨みを持ち、聖子を誘拐して原田を痛めつけるも、卍共々大鉄の制裁を受けた。
鮫島剛（さめじま たけし）
愛海学園野球部の主将兼エースピッチャー。得意級はシュート。元々は「怪物」と呼ばれる天才選手だったが、前述の暴力沙汰により、故意に愛海に不利なジャッジを下した審判に暴行を働いたことで不良への道に入ってしまった。
されどその剛腕は衰えておらず、投球で木製バットをへし折り、ミットを貫通して金網にめり込むほどの剛球を投げることができる。地蔵堂との試合では37-2という圧倒的なスコアで白星を治めるが、男としての意地を見せた高岡と大鉄のプレイに敬意を表し、改心した。
関西学士連合との戦いでは自らバットを振り回して不良たちをなぎ倒し、卍との同時攻撃で狂丸にダメージを与えたが、怒り狂った狂丸により校舎に叩きつけられて絶命する。
おでん屋のおばちゃん
八年組が好んで訪れる屋台の女店主。高校生の息子がいる。愛海学園の事件を知った八年組に対し、信念を貫き通すことの大切さを教え鼓舞した。

### 土門一族
土門国明（どもん くにあき）
初代関西学士連合総帥。政財界の黒幕。
学士連合や秋桜会が敗北すると光国共々逃走を図るが大鉄に捕まり、情けなく命乞いするも「じいさんは黙っとらんかい」と一蹴され、この際の不祥事が元で失脚する。

#### 関西学士連合
土門光国（どもん みつくに）
国明の孫で、現関西学士連合総帥。日本の政治体制を打破するために首相の座を目指す。
学士連合、秋桜会を率いて自らにたてつくガクラン八年組を倒そうとするがことごとく失敗し、国明共々自動車で脱走するが大鉄に車を破壊され、鉄拳制裁を受けた。
秋桜会壊滅後は関西の覇権を掌握せんとする伊集院一族により大阪城会談に呼び出されるが、関西の平和を守るために楯突こうとする（伊集院家からの会合出席依頼を読んだ際には「都合のいい頼みであることは分かっている!　八年組よ…俺に力を貸してくれ」と悲痛な声を挙げていた）も、学の放った猛犬の咬傷が元で死亡。死の際には自らの行いを詫びながら、「大阪の平和を頼む」と原田に言い残した。
土門狂丸（どもん きょうまる）
光国の弟。天を突くほどの巨体の持ち主で、人間を掴んで軽軽と握り潰すほどの力を有し、原田からは「怪獣映画かよ」と驚かれた。その巨躯故に出産に際して母が亡くなったことがトラウマになっている。普段は地下牢に幽閉されている。好きな歌は岸壁の母。肩から背部にかけて桜の刺青、胸部には命乃母と書いた刺青を入れている。
光国の関東攻撃に際し同行し、その巨体やトラック、電柱などを使った豪快な攻撃により地蔵堂学園を圧倒する。しかし、療養を終えた大鉄との戦闘に破れ、すっかり戦意を喪失した後にヘリコプターに捕まって逃走した。
秋桜会壊滅後には光国に「母に会える」と騙され大阪城会談に出席する彼のボディーガードとして追従する。学の嗾けた猛犬から兄を守ろうとするが、体中を犬たちに噛み砕かれ、光国の死骸を抱えて逃走するも、城門で力尽き息を引き取った。
鬼頭万伍郎（きとう まんごろう）
関西学士連合先発特攻隊隊長。頭が細く長いのが特徴で、そり上げたツルツルの坊主頭の額に「硬派」の刺青を彫っている。小さい頃はその頭の形故に「ちんぽ頭」と呼ばれいじめの対象になっていて、頭を馬鹿にされると「河内音頭」と呼ばれる歌を部下に歌わせ、それをBGMに鬼神のような戦闘を始める。
必殺技はその硬い頭部による頭突きで、鉄板を簡単に突き破り、人間三人を吹き飛ばしコンクリートの塀を貫通させて民家に突っ込ませるほどの威力がある。怒った際には特殊合金製の先の尖った兜を被り、相手が倒れるまで執拗に攻撃を続ける。
光国の命を受けて地蔵堂学園を襲撃し、大鉄に瀕死の重傷を負わせるも、直後に兜を叩き割られ戦意を喪失し撤退する。以降は八年組の漢気に触れ、学士連合を去る。後にかつての親友だった永倉との一戦を経て秋桜会への殴り込みに参加。秋桜会壊滅後は原田の命を受けて永倉共々鹿児島に大鉄を救出するために向かい、得意の頭突きで船舶を沈める、鉄門をぶち破る、建物を崩落させるなどの超人的な活躍を見せた。
大鉄救出後は大阪城へ向かうために列車に乗り込むが、鉄騎兵団から大鉄をかばって右腕を斬り落とされる。その後も大阪城戦役、横浜支部での激闘、伊集院一族との決戦全てに出撃している。
船場（ふなば）
関西学士連合先発特攻隊副長。眼鏡をかけた小男。
芹沢竜馬（せりざわ りょうま）
関西学士連合親衛隊長。顔中に傷がある。関東攻撃の際には1万の軍勢をバックに原田に投降するよう申し入れるが、返り討ちにされてしまう。
伊庭六郎（いば ろくろう）
関西学士連合参謀隊長。眼鏡の男。
大岩勇（おおいわ いさむ）
関西学士連合一番隊隊長。サングラスをかけたモヒカンの男。関東攻撃の際には飛行機を使って移動し、羽田空港から陸路で地蔵堂学園へと向かった。人間を何十mも投げ飛ばし、コンクリートの壁にぶち当てて貫通させてしまうほどの怪力の持ち主。原田をその怪力で圧倒するも、油断したところをコンクリート片で殴り倒され敗北する。
沖田司（おきた つかさ）
関西学士連合二番隊隊長。日本刀を携えた隻眼の剣士。関東攻撃の際にはバイクを使って東名高速道路を移動した。学士連合を裏切った姫子を山崎諸共処刑しようとするが、「守るべきもの」を得た平九郎の前に敗れ去る。
永倉一平（ながくら いっぺい）
関東学士連合三番隊隊長。学帽を被っている。関東攻撃の際には新幹線を使って移動した。カンフーの達人であり、回し蹴り「大旋風脚」はライフル弾をも叩き落とすほどの威力。鬼頭とは親友だった。
秋桜会襲撃の前哨戦として八年組に戦いを挑むも、八年組に味方する鬼頭の頭突きを受けて敗れ去った。目覚めたのちに八年組の仲間に入り、秋桜会へと挑む。
秋桜会壊滅後は鬼頭と行動を共にし、男泣島に殴り込みをかけ、櫂を投げつけて刑務所の壁に突き刺すという人間離れした活躍を見せ大鉄を救出。伊集院一族との決着をつけるべく東へと向かう。
斉藤蔵人（さいとう くらんど）
関東学士連合四番隊隊長。鼻に牛の様な鼻輪を付けている。関東攻撃の際には車を使って移動した。
山根金閣・銀閣（やまね きんかく・ぎんかく）
関東学士連合五番隊を束ねる双子の兄弟。ゴリラのような顔をしている。関東攻撃の際には海路を利用したが、悪天候により船が全滅し彼ら兄弟だけが泳いで横浜に辿り着いた。しかし、辿り着いた直後に鬼頭に襲撃されて降伏する。
姫子（ひめこ）
関東学士連合所属の女子生徒。その美貌でハニートラップを仕掛けることを得意とする。大鉄が負傷し入院した後に光国の命を受けて平九郎を拉致し、籠絡しようとする。しかし地蔵堂を守るために自らの犠牲も厭わない平九郎の姿に心打たれ、平九郎と共に逃走。彼に思いを寄せるようになる。
しかし秋桜会に拉致され、光明の策略により八年組を内部から潰し合わせるタネに使われてしまう。最後は原田・卍らの助けを受けて四天王の手から逃れるも、百鬼魔王の凶弾の前に倒れ、愛する平九郎の腕の中でその生涯を終えた。

#### 大日本極道秋桜会
丹波又一郎（たんばまたいちろう）
秋桜会塾頭。顔中に傷のある隻眼の男。
秋桜会の塾生を率いて本部に乗り込んできたガクラン八年組を襲撃するが、彼らの戦いぶりに恐れをなした塾生たちに無茶な命令を出したことでリンチに遭いあっけなく倒された。
権蔵（ごんぞう）
秋桜会師範代。でっぷりと太った中年男性で、通称「どてらの権蔵」。担当科目はケンカ。居合抜きの達人であり、目にも止まらぬ早業で相手を切り裂く。コスモスの美しさを歌い上げた山口百恵を尊敬している。
横浜にて姫子の叔父と偽って彼女を無理矢理奪還し、止めに入った地三郎を斬った。
その後、秋桜会本部に乗り込み黒秋桜四天王を全滅させた大鉄を門下生と共に闇討ちし、傷を追わせるも、直後に大鉄の裏拳を打ち込まれ倒された。
阿修羅王（あしゅらおう）
黒秋桜四天王のリーダー格。巨大な弓「大剛弓」を獲物に使い、百発百中の腕前を持つ。普段は大根性養成ギプスを付けており、黒秋桜四天王のメンバーが次々倒されていくのを見てギプスを外し、素手で大鉄に殴りかかる。最後は五重塔を押し倒して下敷きにしようとするも大鉄のパンチの前に粉砕される。国明と光国を追いかける大鉄を背後から串刺しにし、更にバックドロップをかけて地面に埋めるが大鉄はド根性で脱出してしまう。
その後光国を倒した大鉄に決戦を挑み、炎に包まれる秋桜会本部の中で大鉄の拳を腹に受けて敗走する。しかし生き延びており、大阪城会談に際して京都から大阪に向かう。大阪城倒壊後には小春と協力して瓦礫をどかし、八年組を救出した。その後は山にこもって修行をし、ダイナマイトを口の中で爆発させるなどという人間を超越した肉体を手に入れる。
八年組復活の報を聞きつけた猪狩が総攻撃を行おうとした際には横浜支部を襲撃し、猪狩を脅迫して戦意を喪失させた。その後、大鉄と戦闘ではない「本当にただのケンカ」を行って友情を築き、京都の山にこもって更なる強さを得ることを約し「大鉄、死ぬなよ」と言い残して横浜を去る。
百鬼魔王（ひゃっきまおう）
黒秋桜四天王の一角。両腕は暗器「一文字針四連砲」を仕込んだ鋼鉄製の義手になっており、口からは鎖分銅を吐きだす。光国の命を受けて姫子を人質に取るが、卍の卍飛龍脚を受け取り返されてしまい、逆上して彼女を射殺する。
その後山崎を処刑しようとするが、元陀羅王のコブラ締めから脱出した大鉄の一本背負いを受けて倒された。
元陀羅王（がんだらおう）
黒秋桜四天王の一角。ひょろ長い体躯で、関節を自在に外し相手を絞め殺す技「コブラ締め」を持つ。大鉄を締め上げ、彼の目の前で山崎の処刑を見せようとするも、奮起した大鉄に両脚を弾き飛ばされてしまう。
黒龍魔王（こくりゅうまおう）
黒秋桜四天王の一角で、パンチパーマの大男。錫杖と盾を武器に使う。その錫杖の一振りは山崎を石壁に埋め、大鉄を背後の石灯籠もろとも吹き飛ばすほどの威力。大鉄を錫杖で殴り殺そうとするが、受け止められてカウンターパンチを食らい空高く吹き飛ばされて倒され、黒秋桜四天王の中で最初の脱落者となる。
試験番号八九三（しけんばんごうはちきゅうさん）
権蔵の推薦を受けて秋桜会の卒業試験「八年組討伐」に挑む生徒。ひょろ長い体躯をしている。圧倒的なスピードで原田を叩きのめし、首を刎ねようとするも数珠で受け止められ失敗。なおも棘付のメリケンサックで原田を殴り殺そうとするが、攻撃をかわされ他挙句がら空きの頭上からパンチを受けて倒された。
角刈りの男（仮称）
権蔵の推薦を受けて秋桜会の卒業試験に挑む生徒。平九郎をターゲットに執拗に攻撃を繰り返すが、木刀の一撃を受けて包丁を叩き折られ、顔面を殴打されて失神した。
坊主頭の男（仮称）
権蔵の推薦を受けて秋桜会の卒業試験に挑む生徒。怪力の持ち主で、大鉄をターゲットにその剛腕を振るうが、頭突きを受けて怯んだところを投げ飛ばされ、洋上を航海していた船に叩きつけられて倒された。
三浦（みうら）
秋桜会の生徒。山口百恵のヘタクソな似顔絵を描いていたせいで権蔵の逆鱗に触れ、腕を斬り落とされた挙句に秋桜会から追放された。

### 伊集院一族
伊集院学（いじゅういん まなぶ）
伊集院家当主の青年。常に白ランに身を包んでいる。伊集院家の因縁とは別に、持ち前の野望の大きさ故に日本征服を目論んでいる。その傲慢で冷酷な性格はアドルフ・ヒトラーに喩えられた。触れただけで肉は裂け、骨が砕けるとされる衝撃波を伴う超スピードを持つ拳法「薩摩雷撃拳」の使い手。その一撃は上を通っただけで石垣が抉れるほどであり、そのスピードに加えて棘付のグローブで敵を殴打する奥義「薩摩雷撃拳　魔愚南無拳」は強力な破壊力を持つ。
大鉄を男泣島に流刑にしたのちに、大阪城に全国の不良学生のトップを集めて会談を開き、伊集院一族に服従を誓わせる。その後は天守閣に乗り込んだ敬三を殺そうとするも大鉄に阻まれ、大鉄との一騎討ちを行う。しかし途中で大鉄には逃げられ、総攻撃をかけて八年組を捕らえるも、大鉄が大阪城を破壊したせいで逃走されてしまう。
大阪城倒壊後、西日本を完全に征服し、1年後には関東の覇権を掌握する。横浜での最終決戦時には8万人の兵隊を率いて八年組を強襲、ボウガンで平九郎を殺害するも、怒りに燃えた大鉄の拳を受けて倒された。
宗政（むねまさ）
伊集院の側近。独眼竜の異名を持つ男。ごわす口調で話す。
横浜での最終決戦時には北海の玄が破れたことに動揺した隙を突かれ、原田にあっけなく倒された。
烈火竜（れっかりゅう）
宗政の兄。全身が鋼のような筋肉に覆われた巨漢。「鋼のような」と言うのは比喩ではなく、五重塔を一撃で崩落させる大鉄の正拳突きと山崎の真剣による斬撃を無傷で受け止めるほどのタフネスを持つ。睾丸すらも上述の防御力を持つが、臍の奥だけは筋肉に覆われていない。クジラの放った銛を素手で掴んでへし折り、原田をザコ扱いするなど強力な怪力を持つ。
白雲斎と共に九州から大阪城会談に向かい、原田・卍が捕縛された後にようやく伊集院一族と合流。大鉄を自分が倒すと息巻き、原田を瞬殺して戦いに挑んだ。続いて平九郎・大鉄の同時攻撃を受けるが無傷で耐え抜き、平九郎を一蹴。大阪城の石垣を拳で貫いて引っこ抜くという人間離れした攻撃で大鉄を痛めつけ、両手に石垣を突き刺して挟みつける「合手無（ガッデム）」で大ダメージを与えた。しかし東北ササニシキ連合が解き放った馬に阻まれて大鉄には逃げられてしまい、腹立ちまぎれにササニシキ連合の家畜を皆殺しにしてしまう。
続いて加倉井を捕獲し握り潰して殺害するがそれにより八年組の怒りを買い、怒涛の連続攻撃の前に膝をつく。しかしすぐに立ち上がって長倉・鬼頭を倒し、大鉄を気絶させて勝利した。
横浜制圧後には学に率いられ、北海の玄と共に八年組を襲撃する。圧倒的なパワーで八年組を一蹴するが、一瞬のすきを突かれて弱点の臍を平九郎の木刀で貫かれ、倒される。
幽鬼白雲斎（ゆうきはくうんさい）
伊集院家の軍師を務める白髪の老人。
嵐山（らんざん）
伊集院一族の飼う猛犬部隊のボスを務める隻眼の猛犬。命令と在らばどんな相手でも瞬く間に噛み殺す獰猛な犬。
観柳斎（かんりゅうさい）
伊集院一族に仕える「影の軍団」の軍団長。投げたハンカチの縫い目に正確に命中させるほどの凄腕の手裏剣術を使う忍者だが、学ランを着ているので一応学生。顔に大きな傷がある。
部下を率いて原田・平九郎を暗殺しに向かう（二手に分かれ、本人は山崎襲撃潘に参加）。一度は手を引くも、大阪城会談に並行して平九郎を襲撃し、小春に傷を負わせたことで平九郎の怒りを勝って倒された。死の目前に「大阪城に行け、そうすればすべてがわかる」と言い残す。
桜島源三（さくらじま げんぞう）
伊集院一族の留守番役。大阪城会談に出席した伊集院一族の留守を任されていた。日本刀を武器に使う。
鬼頭＆長倉の男泣島襲撃の際には部下を率いて海路で二人を強襲するも、長倉の蹴りを受けて海に突き落とされた。
姫
鉄騎兵団の総長を務める美女で、伊集院の婚約者。男勝りな性格。茨の鞭を武器に使う。
配下の兵士と共に大型バイクに乗り込み、女に手を出せないのをいいことに大鉄を痛めつけるが、バイクごと抱えて投げ落とされる。抵抗を試みるが鞭を破壊され、「大鉄のためにさつまいもでもふかして待っちょれ」と吐き捨てられ、戦意を喪失する。
猪狩玄播（いがり げんば）
伊集院一族配下の不良。右目に大きな切り傷がある男。大阪城倒壊後、横浜支部支部長に任命された。敵に対してダイナマイトを投げつけるなど敵を倒すためなら手段を選ばない卑劣漢。八年組復活の報を聞きつけ、功を焦って兵隊を集合させ、東京本部への連絡を行わずに八年組撃滅に向かう。しかし阿修羅王に阻まれて裸に剥かれ、捨て台詞を吐きながら逃走した。
横浜での最終決戦時には伊集院一族壊滅後にトラックに乗って現れ、八年組を殲滅するために大量のダイナマイト（本人曰く「100m四方は吹っ飛ぶ」）を抱えて自爆せんとするが…。
張（ちゃん）
猪狩に仕える謎の中国人。「人間破壊兵器」の異名を持つ、ドジョウ髭に辮髪の男。協和語を話し、巨大な青竜刀を武器に使う。差別表現に当たるからか愛蔵版では彼の登場シーンが丸ごとカットされたため、横浜支部編が非常にスピーディーな展開になっている。
北海の玄（ほっかいのげん）
北海道の宗谷岬に幽閉されていた凶悪犯。巨人だらけの本作中でも随一の巨体を誇る「最強最暴の男」。そのパワーは烈火竜にさえ「儂など足元にも及ばない」とされるほどであり、余りに狂暴すぎるために閉じ込められていたが、八年組殲滅を図る伊集院一族に総理が特別権限で助っ人として貸し与えた。余りの巨体故に、北海道からはコンテナに詰められ、軍用ヘリで吊るされて運ばれていた。
横浜での最終決戦の際にはその超パワーで大鉄を手玉に取るが、山崎の死を目の当たりにした大鉄に圧倒され、最後は停泊していた船舶を投げつけるが竜骨ごとパンチで顔面を打ち抜かれ、あえなく失神した。

#### 男泣島
闇の帝王
男泣島の親玉。部屋長を遥かに凌ぐ巨躯を有するフンドシ姿の大男。圧倒的なパワーで大鉄を苦しめたが、突撃する勢いを利用されて投げ飛ばされ、建物の壁に叩きつけられて倒された。
院長
男泣島矯正院の院長。ストライプのスーツを着た中年男性で、左頬に縦に走る傷がある。
闇の帝王を倒し、脱獄を図る大鉄らを灯台からライフルで狙撃するが、駆けつけた長倉・鬼頭の活躍により敗北。もはやこれまでと悟り短刀を抜いて切腹し学に詫びを入れようとするも、大鉄に「何が死んでお詫びしますや、何かあれば死んでオシマイにするっちゅうことを考えとるから人の命まで軽く見るんや」と叱りつけられ、降伏した。
闇の私刑執行人
学直属の私刑執行人。鎖付鉄球を武器に使う三人組。全員が細いサングラスを着用している。
闇の帝王との決戦時に大鉄に挑みかかるが、3対1でも相手にならずあっさり全滅する。
部屋長
男泣島の矯正院で大鉄が放り込まれた牢獄の部屋長。禿げ頭の巨漢。実は伊集院一族のスパイで、内部での囚人の会話を全て上層部に伝達していた。
又三郎の死後に加倉井に正体を見破られ、大鉄に戦いを挑むが、逆にパンチ一発で壁にめり込まされてしまう。

### その他の不良

#### 男泣島矯正院の囚人
河内の又三郎（こうちのまたざぶろう）
かつて硬派の、極道者の神とまで言われた老人。伊集院一族に捕らえられ、男泣島に拘束されていた。囚人たちからは「おやっさん」と呼ばれ慕われている。
闇の私刑執行人の拷問を受けて重傷を負い、大鉄に日本の未来を託しつつ、彼の腕の中で息を引き取る。
加倉井（かくらい）
男泣島の囚人たちの代表のポジションにいた青年。常に帽子を目深にかぶっている。矯正院壊滅後、八年組に入り大鉄や鬼頭と共に大阪に向かう。ボクシングの達人で抜群のフットワークを誇り、鉄騎兵団のバイクを躱しざまにライダーを叩き落とすなど実力は高い。
大阪城での決戦では烈火竜を倒すために陽動役を買って出るが、烈火竜に捕まり殺害された。
柴門憲史（さいもん けんし）
リーゼントの少年。「八年組の原田学」の名を騙り伊集院家に捕縛されて投獄されていたが、部屋長との一戦で本物の大鉄と出会い改心して八年組に入った。
久保馬之助（くぼ うまのすけ）
丸刈りの少年。柴門と組んで「西城大鉄」の名を騙り投獄された。柴門共々改心し、大鉄についていくことを決意する。

#### 東北ササニシキ連合
三戸敬三（さんのへ けいぞう）
東北ササニシキ連合会長。ピッチフォークを武器に使う。常にのけ者にされる北日本への差別に憤激しており、大阪城会談に呼ばれた際には東北ササニシキ連合の機動力を武器に伊集院一族への造反を企てる。第三勢力として伊集院一族に対し抵抗の意を見せるが、与作の死を目の当たりにして八年組に協力することを誓う。伊集院一族の解き放った猛犬部隊に対しては、トレーラーに隠していた家畜をけしかけることで応戦するなどの知恵を見せる。犬からの咬傷を受けて死を覚悟し、馬に乗り込んで大阪城天守閣に突撃するが、悪童三人衆に斬られ重傷を負った上、馬をクジラの銛で射殺され落馬。悪童三人衆の凶刃に倒れそうになるも、大鉄に救われた。
その後、吾助共々八年組に入り、横浜支部襲撃戦、最終決戦に参加。
吾助（ごすけ）
東北ササニシキ連合所属の巨漢。常に上半身裸で、牛のような鼻輪を付けている。敬三曰く「村一番のバカ力」。巨体の割には涙もろく、平九郎と大鉄・原田との再会時には「おら…こういうのに弱いだよ」と涙を流していた。
八年組に入ったのちには横浜支部襲撃戦に参加し、最終決戦時には八年組を庇って伊集院一族の兵隊が放ったボウガンで矢襖にされ、命を落とした。
与作（よさく）
東北ササニシキ連合所属の学生。大阪城内に作った畑の陸稲を伊集院一族の兵士に踏み潰され、憤激して鍬を振りかざして襲い掛かるが烈火竜に殴り殺される。その死は敬三から「農民の誇り」と賞された。

#### 広島仁義同盟
新宅義万（しんたく よしかず）
広島仁義同盟会長。右目を切り傷で失っている。
大阪城会談の際に目の前で高岡が処刑されるのを目の当たりにして伊集院一族のやり口に畏怖し、傘下に入ることを約する。
悪童三人衆
広島仁義同盟の切り札とされる三人の戦士。長ドスを武器に使う。いずれも髭を生やしており、額には花札が張り付けてある。
大阪城会談の際には天守閣に乗り込んだ敬三に三位一体の斬撃を喰らわせた。落馬した敬三を斬殺しようとするが大鉄に阻まれ、三人とも殴り倒された。

#### 土佐連合会
足摺竜馬（あしずり りょうま）
土佐連合会会長。糸目の男。新宅共々、大阪城会談の際に伊集院一族の傘下に入った。
クジラ
土佐連合会配下の不良。ゴリラのような外見の大男で、巨大な銛を撃ち出すアンカーガンを武器に使う。
天守閣決戦時には敬三の乗る馬を射殺する活躍を見せたが、大鉄を銛で刺し殺そうとした際に股間を掴まれて怯み、投げ飛ばされて城壁にめり込んだ。

#### 名古屋極悪一家
高岡悪道（たかおか あくどう）
名古屋極悪一家親分。すぐにドスを振り回す短気な男。右腕を失っており、鞘を口でくわえて抜刀する。
大阪城会談の際に伊集院一族の下に着くのを拒否したため、伊集院の嗾けた猛犬に噛み殺される。

### 一般人
総理大臣
日本の首相。恰幅のいい老人で、伊集院一族の兵力を自分のモノにするために伊集院に協力する。
柴門小春（柴門 こはる）
秋桜会との死闘の後で川岸に行き倒れていた平九郎を救った芸者。彼を看護するうちに、彼に思いを寄せるようになる。原田と出会った際には平九郎を戦いの場に連れて行こうとする彼に口をだし、「女は黙っとれ」と一喝されてしまうが、それにより平九郎が憤激し原田と袂を分かつ原因を作ってしまう。
観柳斎の二度目の襲撃の際には平九郎を庇って斬られてしまうが、運よくかすり傷で済む。平九郎を追って大阪に向かうが既に大阪城会談は終わっており、阿修羅王と協力して八年組を救出した。
横浜での最終決戦前、平九郎と婚約する。